# .gs
.gs – domena internetowa przypisana do Georgii Południowej. Została utworzona 31 lipca 1997. Zarządza nią Government of South Georgia and South Sandwich Islands.